# Keflavík
 23.329 (2023)
Keflavík (dansk: „drivtømmerbugten“) er en islandsk by med ca. 10.000 indbyggere i Reykjanes-regionen i det sydvestlige Island. Den udgør sammen med Njarðvík og Hafnir kommunen Reykjanesbær, med 23.329(2023) indbyggere. Afstanden til hovedstaden Reykjavík er ca. 40 kilometer

## Historie
Byens navn („drivtømmerbugten“) stammer sandsynligvis fra den første indbygger Ingólfur Arnarson. Hans træller fandt under søgningen efter byggematerialer kun drivtømmer. I begyndelsen af det  16. århundrede blev byen første gang nævnt som en engelsk handelsplads og udviklede sig senere til et fiskerleje og handelsby. 1949 fik byen sine by-rettigheder. 
Under 2. verdenskrig blev Keflavík en vigtig US militærbase. Lufthavnen blev påbegyndt i 1942 som en flybase for United States Army Air Forces (den amerikanske hærs flystyrker) til at overføre jager- og bombefly til krigsskuepladsen i Europa, især jagerflyene skulle optankes. Allierede maritime patruljefly anvendte også Keflavik i Slaget om Atlanterhavet. Amerikanerne rømmede basen i 1947, men vendte tilbage i 1950'erne under navnet Naval Air Station Keflavik. I 2006 forlod de amerikanske styrker Keflavík og overlod det militære område til den islandske stat. Basen havde et personale på ca. 1.350 US-soldater, 100 US-civile og 650 islandske civile. Dertil var der også tilknyttet soldater fra Norge, Danmark, Storbritannien og Canada. Også personalet fra det islandske brandværn var en del af Iceland Defense Force. Man kan fortsat se en række af de køretøjer i brug, som amerikanerne anvendte på stedet.

## Erhverv og infrastruktur
I udkanten af byen ligger Islands eneste internationale lufthavn, Keflavík International Airport som også er hovedbasen for Icelandair. 
I 2006, da US Navy lukkede Naval Air Station Keflavik, blev den overtaget af udviklingskontoret Kadeco og omdøbt til Ásbrú. Her blev universitet Keilir etableret i 2007 og huser nu flere campusser samt kommercielle virksomheder, såvel nydannede som eksisterende, der flyttede til området. internationale IT-firmaer har i Ásbrú etableret store datacentre, hvor billig islandsk strøm leverer energi til datacentrenes servere.  Datacentrene er via glasfiberkabler med stor overføringskapacitet forbundet med Europas, Amerikas og  Asiens internet.

## Seværdigheder
- Ved havnen findes der endnu flere historiske bygninger som f. eks et dansk købmandshus fra det 19. århundrede (Duushús). Ikke langt derfra står der et "fiskermindesmærke".
- Den lille lyse kirke Keflavíkurkirkja fra 1915 og havneområdet med det hvid-blå fyrtårn Vatnsnesviti er også seværdig.
- Den vestlige naboby Njarðvík, slutter sig med sin nordlige del sig næsten uden overgang til Keflavík. Víkingaheimar er et kulturhistorisk museum i Njarðvík, der beskæftiger sig med vikinger og vikingetiden.